# 新相亲大会
新相亲大会是江苏卫视制作、播出的相亲节目，由孟非和张纯烨担任主持人。
第一季于2018年3月25日起每周日晚21:10在江苏卫视首播。第二季于2019年7月14日开播。第三季于2020年2月1日开播。第四季于2020年4月26日开播。第五季于2021年1月24日开播。第六季于2021年5月9日开播。